# Sant Cosme i Sant Damià d'Arànser
Sant Cosme i Sant Damià d'Arànser és una església del municipi de Lles de Cerdanya (Cerdanya) protegida com a bé cultural d'interès local.

## Descripció
Es tracta d'un edifici en ruïnes de planta quadrada fet de pedra local (granit), del qual se'n conserven les quatre parets força derruïdes i una pilastra del porxo que hi hauria hagut a ponent. La porta d'accés encara es pot identificar a la banda de migdia, feta d'arc de mig punt adovellada. També es pot veure la capella de poca fondària a la paret de la capçalera, que està a llevant. A la paret est hi havia una porta rectangular. La capella està orientada cap al sud i té un absis de capçalera plana. Actualment es conserva en estat ruïnós.

## Història
La capella de Sant Cosme s'adscriu dins del grup d'ermites i capelles de camí, la funció de les quals era protegir els caminants dels perills. Està localitzada en un punt estratègic del camí que comunica Lles amb Arànser. Les restes que es conserven són d'època moderna.